# Bernhard Schieffer
Bernhard Schieffer (* 3. Juni 1964 in Kaiserslautern) ist ein deutscher Mediziner und Direktor der Klinik für Kardiologie, Angiologie und internistische Intensivmedizin am Universitätsklinikum Gießen/Marburg (UKGM).

## Leben und Wirken
Bernhard Schieffer wurde als Sohn des Internisten und Kardiologen Hermann Josef Schieffer und seiner Frau Ursula, geb. Kratz, in Kaiserslautern geboren und wuchs in Homburg/Saar auf, wo sein Vater als Direktor der III. Medizinischen Universitätsklinik und Dekan der Medizinischen Fakultät der Universität des Saarlandes tätig war. Nach dem Abitur am Gymnasium Johanneum in Homburg im Juni 1984 und dem Grundwehrdienst in Zweibrücken studierte Schieffer zunächst Werkstoffchemie an der Universität des Saarlandes in Saarbrücken. Im April 1986 begann er ein Studium der Humanmedizin an der Albert-Ludwigs-Universität Freiburg. Im August 1987 absolvierte er das Physikum, im August 1988 das Erste Staatsexamen. 1992 wurde er an der Abteilung für Kardiologie der Universität Freiburg mit einer Arbeit Zur Bedeutung des kardialen und gewebsständigen Renin-Angiotensin-Systems bei experimenteller Herzinsuffizienz bei Helmut Drexler promoviert. Von 1994 bis 1995 war Schieffer Post-Doc Research Fellow an der Emory University in Atlanta (USA), anschließend folgte bis April 2001 eine ärztliche Weiterbildung an der Abteilung für Kardiologie der Medizinischen Hochschule Hannover (MHH), wo sich Schieffer 2000 mit der Studie Renin-Angiotensin System und Atherosklerose: Angiotensin II-aktivierte Signalkaskaden, ihre pharmakologische Blockade und die Stabilität des atherosklerotischen Plaques habilitierte. Seit 2001 war er Assistenzprofessor, seit 2004 Leitender Oberarzt der Klinik für Kardiologie und Angiologie der MHH. Als solcher gelang ihm der Nachweis von möglichen genetischen Ursachen für das Risiko einer Herz-Kreislauf-Krankheit, wofür er 2008 mit dem Rudolf-Schoen-Preis der Tui-Stiftung ausgezeichnet wurde. Von 2009 bis 2010 war Schieffer zudem Kommissarischer Direktor der Medizinischen Hochschule Hannover; seit 2012 ist er Direktor der Klinik für Kardiologie am Universitätsklinikum Gießen/Marburg (UKGM).

## Forschungen zu Long-COVID und zum Post-Vac-Syndrom
Bernhard Schieffer forscht zu Long COVID bzw. dem Post-COVID-Syndrom sowie zum Post-Vac-Syndrom, einer Long-COVID-ähnlichen Symptomatik nach einer COVID-Impfung. Dazu gehören Veränderungen des Nervensystems und der Lunge, des Herzens und des Blutbildes, entzündliche Überreaktionen des Immunsystems, eine abweichende Nieren- und Leberfunktion sowie auch hormonelle Veränderungen und psychische Erkrankungen. Schieffers Untersuchungen zufolge sind vor allem sportliche Menschen und junge Frauen von Long-COVID-Symptomatiken betroffen. Zudem leitet er am Universitätsklinikum Gießen/Marburg eine Interdisziplinäre Post-COVID-Ambulanz, im Rahmen derer die Kliniken für Kardiologie, Neurologie, Pneumologie und Psychiatrie der UKGM unter engem Austausch mit den behandelnden Hausärzten ausführlich die Vorgeschichte und das Beschwerdebild der Patienten erheben. Dazu gehören neben dem Ausschluss anderer Erkrankungen auch umfassende neuropsychologische Untersuchungen.

## Schriften (Auswahl)
- Zur Bedeutung des kardialen und gewebsständigen Renin-Angiotensin-Systems bei experimenteller Herzinsuffizienz. (Freiburg (Breisgau), Univ., Diss., 1992).
- Renin-Angiotensin System und Atherosklerose: Angiotensin II-aktivierte Signalkaskaden, ihre pharmakologische Blockade und die Stabilität des atherosklerotischen Plaques. (Hannover, Med. Hochsch., Habil.-Schr., 2000).